# Кастель-Ивано
Кастель-Ивано (итал. Castel Ivano) — коммуна в Италии, расположена в автономной области Трентино-Альто-Адидже, подчиняется административному центру Тренто.
Население коммуны, на 01.01.2024 года, составляет 3277 человек, плотность населения ─ 93,33 чел./км². Коммуна занимает площадь 35,11 км². 
Почтовый индекс — 38059. Телефонный код — 0461.

## История
Коммуна Кастель-Ивано была образована 1 января 2016 года в результате слияния соседних муниципалитетов Спера, Стриньо и Вилла-Аньедо.
1 июля 2016 года в состав коммуны вошёл также муниципалитет Ивано-Фрачена.

## Климат
Согласно климатической классификации итальянских муниципалитетов, коммуна Кастель-Ивано входит в две климатические зоны: E (Вилла-Аньедо) и F (Спера и Стриньо), количество градусо-дней составляет 3104.

## Администрация коммуны
Главой коммуны является мэр Альберто Веско, с 22 сентября 2020 года.
Муниципалитет Кастель-Ивано входит в движение «Соглашение мэров».